# アルファルファタコゾウムシ
アルファルファタコゾウムシ (Hypera postica) は、コウチュウ目（鞘翅目）・ゾウムシ上科・ゾウムシ科に分類されるゾウムシの一種。ヨーロッパ原産の外来種であり、その名のとおりアルファルファ（ムラサキウマゴヤシ）を含むマメ科牧草の害虫。

## 分布
ヨーロッパ原産。
北アメリカ、西アジア、東アジア、北アフリカの世界各地に移入分布する。日本では、本州、四国、九州の西日本に外来種として分布する。

## 特徴
ムラサキウマゴヤシ、ムラサキツメクサ（アカツメクサ）、シロツメクサ、ヤハズエンドウ（カラスノエンドウ）、スズメノエンドウ、ウマゴヤシ、ゲンゲ（レンゲ、ゲンゲ）を食べる。
5月頃から樹皮や石の下、建物の隙間などに身を潜め集団で夏眠する。

## 外来種問題
日本では1982年に福岡県と沖縄県で初めて確認された。西日本を中心に分布していると思われていたが、近年になって関東地方でも生息が確認されている。また、2000年には北海道で成虫が採集されている。貨物に紛れ込むなどして分布を拡大させている。
牧草以外にも、同じマメ科のレンゲの葉や花を食害するため、2002年には埼玉県と栃木県のレンゲ祭り会場で大量発生して花が咲かない事態となった。ちなみに、千葉県や群馬県のレンゲ祭り会場では、祭り後にレンゲを刈取ったことで結果的に繁殖を抑制することになり異常発生が起こらなかった。また、マメ科ではないキュウリ、メロン、ナス、タマネギといった農作物への食害も報告されている。
対策として、本種の天敵であるヨーロッパトビチビアメバチの導入を本州を中心に進めている。
日本の侵略的外来種ワースト100に選定されている。